# Magadenovac
Magadenovac je malá vesnice a správní středisko stejnojmenné opčiny v Chorvatsku v Osijecko-baranjské župě. Nachází se asi 10 km jižně od města Donji Miholjac a asi 46 km severozápadně od Osijeku. V roce 2011 žilo v Magadenovaci 109 obyvatel, v celé opčině pak 1 936 obyvatel.
Součástí opčiny je celkem šest trvale obydlených vesnic. Zajímavostí je, že ve skutečnosti je Magadenovac druhou nejmenší vesnicí v opčině, ale přesto je jejím správním střediskem. Jako samostatná vesnice Magadenovac existuje až od roku 1981, když vznikl oddělením částí několika vesnic v současné opčině.
- Beničanci – 520 obyvatel
- Kućanci – 513 obyvatel
- Lacići – 351 obyvatel
- Magadenovac – 109 obyvatel
- Malinovac – 92 obyvatel
- Šljivoševci – 351 obyvatel

Opčinou prochází státní silnice D53 a župní silnice Ž4031, Ž4049 a Ž4058. Severně protéká řeka Karašica, jižně řeka Vučica.